# Варваринка (Казахстан)
Варва́ринка (каз. Варварин) — село у складі району Беїмбета Майліна Костанайської області Казахстану. Входить до складу Асенкрітовського сільського округу.
Населення — 177 осіб (2021; 302 у 2009, 371 у 1999, 376 у 1989).